# Вила Медичи у Фјезолу
Вила Медичи у Фјезолу (Villa Medici, Fiesole) је патрицијска вила у Тоскани, једна од најстаријих вила коју је изградила породица Медичи између 1451. и 1457. године. Она је једна од најранијих ренесансних грађевина са вртом, и једна од најбоље очуваних, али и најмање познатих.

## Историјат
Вилу је подигао Козимо де' Медичи Старији за сина Ђованија (Giovanni de' Medici, 1421-1463), давши Микелоцу ди Бартоломеу да је пројектује. У намери да то буде место за интелектуални живот а мање кућа за рад, вила је изграђена да би се демонстрирале естетске и идеолошке вредности. Славу вила дугује Лоренцу де Медичи, познатом и као Лоренцо ил Мањифико који је наслеђује после смрти свога стрица 1469. Нови господар претвара је у место окупљања уметника, филозофа и људи од пера као што су Фичино, Мирандола и Полициано. Четвороугаона грађевина је типична за XV век са прозорима од врсте пешчара (pietra serena) и широким лођама са којих се пружа видик на околину. Вила је остала у власништву Медичијевих до 1671. године.

## Дизајн врта
- Улаз на горњу терасу.
- Поглед на вилу са улаза.
- Врт горње терасе са лимуновима у посудама.
- Оранжерија (limonaia).

Док је већина вила из тог периода као што су Cafaggiolo и Trebbia, лоцирана у средишту пољопривредних простора, вила у Фјезолу нема никаквог додира са животом на пољопривредним имањима. Орографски положај виле на падини диктирао је решење врта на три терасе. 
Горња тераса, на крају [Авенија[авеније]] са дрворедом чемпреса која пролази кроз шуму црнике (Quercus ilex L.), има велики правоугаони травњак са лимунима у посудама и старо стабло пауловније. Piano nobile виле гледа у овај део врта. Са супротне стране од виле, на страни улаза, је оранжерија за смештај лимунова током зиме. 
- Тајна башта са магнолијама.
- Фонтана у тајној башти.
- Пергола.
- Најнижа (трећа) тераса.

Средња тераса сагледава се из задњег дела зграде и до ње се долази затвореним степеништем. Ово је тајни врт (giardino segreto). Овај, у великој мери измењени, део врта је са цветним лејама оивиченим орезаним шимширом и са фонтаном у центру у сенци великих магнолија (Magnolia grandiflora L.).
Трећу терасу направили су је између 1911. и 1923. Сесил Пинсент (Cecil Pinsent, 1884-1963) британски вртни дизајнер и архитекта и Џефри Скот(Geoffrey Scott, 1884-1929) енглески историчар архитектуре у италијанском стилу са фином перголом на половини између два нивоа. Ова тераса је скоро поравната по дужини са првом терасом, али је од ње нижа за 11-12 m.